# Jean-Edern Hallier
Jean-Edern Hallier (Saint-Germain-en-Laye, 1º marzo 1936 – Deauville, 12 gennaio 1997) è stato uno scrittore francese.

## Biografia
È considerato una delle figure di spicco della cultura francese contemporanea, polemista, critico, anticonformista, creatore del premio di protesta "Prix anti-Goncourt".

## Opere
- Les Aventures d'une jeune fille (1963)
- Rapt de l'imaginaire (1964)
- Le Grand écrivain (1967)
- La Cause des peuples (1972)
- Chagrin d'amour (1974)
- Le Genre humain (1976, teatro)
- Le premier qui dort réveille l'autre (1977)
- Chaque matin qui se lève est une leçon de courage (1978)
- Lettre ouverte au colin froid (1979)
- Fin de siècle (1980); trad. di Anna Zanon, Fine del secolo, Milano: Spirali, 1983
- Un barbare en Asie du Sud-Est (1980)
- Bréviaire pour une jeunesse déracinée (1982)
- L'enlèvement (1983)
- Le Mauvais esprit (1985, in collaborazione con Jean Dutourd)
- L'Evangile du fou (Charles de Foucauld) (1986)
- Conversation au clair de lune (Fidel Castro) (1990)
- Le Dandy de grand chemin (1991, conversazione con Jean-Louis Remilleux)
- La Force d'âme (1992)
- Je rends heureux (1992)
- Les Français (1993, disegni)
- Le Refus ou la leçon des ténèbres (1994)
- L'Honneur perdu de François Mitterrand (1996)
- Les Puissances du mal (1996)
- Fulgurances (1996, testi e disegni)
- Journal d'outre-tombe (1998)
- Fax d'outre-tombe (2007)